# Edmund Gettier
 (avril 2024).
Si vous disposez d'ouvrages ou d'articles de référence ou si vous connaissez des sites web de qualité traitant du thème abordé ici, merci de compléter l'article en donnant les références utiles à sa vérifiabilité et en les liant à la section « Notes et références ».
Edmund L. Gettier (né le 31 octobre 1927 à Baltimore, Maryland et mort le 23 mars 2021) est un philosophe américain et professeur émérite à l'université du Massachusetts à Amherst ; il doit sa réputation à un article de trois pages publié en 1963 intitulé Is Justified True Belief Knowledge?

## Le problème de Gettier
Dans son célèbre article de 1963 intitulé « Is Justified True Belief Knowledge? », Edmund Gettier affirme qu'il existe des situations dans lesquelles une croyance peut être à la fois vraie et justifiée, et ne constitue pas pour autant une connaissance. Plus exactement, la thèse de Gettier consiste à dire que l'analyse traditionnelle énonce les conditions nécessaires de la connaissance, mais que ces conditions ne sont pas suffisantes. Pour mieux apprécier la stratégie de Gettier et les arguments que lui opposeront ses contradicteurs, il est pertinent de restituer sa présentation formelle de la définition classique de la connaissance. D'après celle-ci :
S sait que p si et seulement si
1. p est vrai ;
2. S croit que p ;
3. S est justifié à croire que p.

L'attaque de Gettier repose sur deux prémisses, consistantes avec l'analyse traditionnelle. Première prémisse : il est possible qu'une croyance justifiée soit fausse. (En d'autres termes, il est possible d'avoir de bonnes raisons de croire dans la vérité de p et que p soit fausse.) Seconde prémisse : si S est justifié à croire que p et que p implique q, et si S déduit q de p et accepte q comme un résultat, alors S est justifié à croire que q. À partir de ces prémisses, Gettier construit deux exemples qui manifestent l'insuffisance de la définition traditionnelle.

### Exemple 1
J'ai deux collègues de travail, M. Illa et M. Lapas. J'ai de bonnes raisons de croire que Lapas possède une Ford: je l'ai vu en conduire une plusieurs fois pour se rendre au bureau. J'en déduis qu'il y a quelqu'un dans mon bureau qui possède une Ford. Là aussi, j'ai de bonnes raisons de le croire, puisque c'est la conséquence logique de quelque chose que j'ai de bonnes raisons de croire. Supposons qu'en fait, Lapas n'ait pas de Ford (il conduit une voiture de location), mais qu'à mon insu Illa en a une (il n'en parle jamais ni ne la sort de son garage). Ma croyance est vraie, et elle est justifiée (puisque j'ai de bonnes raisons de croire qu'elle est vraie), pourtant, il est clair que je ne sais pas que quelqu'un dans mon bureau possède une Ford.

### Exemple 2
Smith et Jones se portent candidats pour le même poste. Smith a d'excellentes raisons de croire que la candidature de Jones sera retenue, et il sait par ailleurs que Jones a dix pièces de monnaie dans sa poche. Soit p : « Jones sera embauché et il a dix pièces dans sa poche ». On voit que deux des trois conditions traditionnelles sont déjà remplies : Smith croit que p, et il est justifié à croire que p. Considérons maintenant la proposition q : « Celui qui sera embauché a dix pièces dans sa poche ». Il est clair que p implique q ; si on suppose que Smith déduit q de p, alors (par la seconde prémisse) Smith croit que q et cette croyance est justifiée.
Maintenant, il se trouve que, contrairement à la prédiction de Smith, c'est Smith, et non Jones, qui obtient le poste. Bien qu'elle soit justifiée, p est donc fausse (cas admis par la première prémisse). Mais il se trouve que Smith, à son insu, a dix pièces de monnaie dans sa poche ; q est donc vraie. Au total, Smith croit que q, il est justifié à croire que q (par inférence à partir de p), et q, à l'insu de Smith, est vraie. Nous sommes donc dans un cas de croyance vraie justifiée qui n'est pas pour autant un cas de connaissance : Smith ne sait pas que q est vraie.

### Autres exemples
De multiples cas Gettier (exemples de croyances vraies justifiées qui ne sont pas des connaissances) ont été inventés depuis. L'un, célèbre, dû à Carl Ginet, est celui des fausses granges. Supposons que vous parcouriez une campagne parsemée de granges; vous en regardez une en particulier et on peut dire que vous croyez que c'est une grange. Votre croyance est justifiée (elle s'appuie sur ce que vous voyez), et, supposons-le, il s'agit en effet d'une grange. Mais, à votre insu, toutes les granges des environs sauf celle-ci sont des fausses granges en papier mâché, installées là pour le tournage d'un film. Dans cette situation, vous ne savez pas que ce bâtiment est une grange, quand bien même vous avez une croyance justifiée et vraie que c'est le cas.

### Réponses
Plusieurs réponses ont été envisagées.
Depuis la publication de l'article de Gettier un très grand nombre d'auteurs ont tenté de parvenir à une analyse de la connaissance qui puisse exclure a priori de tels exemples.
Les deux stratégies les plus couramment employées consistent : 
- à modifier la clause de justification retenue par Gettier, jugée trop faible ;
- ou bien à conserver la clause de justification traditionnelle mais en y ajoutant une autre, censée garantir l'ensemble de l'analyse contre les exemples de type Gettier.

#### La solution proposée par Robert Nozick
Elle relève de la première stratégie : la clause de justification traditionnelle est remplacée par deux conditionnelles fixant la relation entre la croyance de S et la vérité du contenu de sa croyance. Selon Robert Nozick, S sait que p si et seulement si :
1. p est vraie
2. S croit que p
3. si p est fausse, S ne croira pas que p.
4. si p est vraie, S croira que p.

Simon Blackburn a critiqué cette formulation, arguant que nous ne devrions pas admettre au rang de connaissances des croyances qui, bien qu'elles « suivent la vérité à la trace » (conformément aux exigences de Nozick), ne sont pas soutenues par des raisons appropriées. En effet, il semble possible d'imaginer des scénarios dans lesquels la croyance de S est étroitement corrélée à la vérité ou à la fausseté de p, et où S est tout à fait incapable de rendre compte de sa croyance, c'est-à-dire d'avancer des éléments de justification. En d'autres termes, la croyance vraie ne sera véritablement justifiée que si S sait pourquoi elle est vraie. Nous retrouverons plus loin cette idée selon laquelle une croyance n'est justifiée que si le sujet dispose d'un accès épistémique à la base de justification : c'est la thèse fondamentale des théories internalistes de la justification. Les théories externalistes de la justification (dont Nozick nous offre ici un premier exemple) affirment au contraire que la base de justification de nos croyances ne nous est pas nécessairement accessible ; il se peut que nos croyances ne soient pas justifiées par d'autres croyances, mais par des mécanismes fiables les reliant aux modifications de notre environnement.

#### Solution de Richard Kirkham
Richard Kirkham (en) explique que l'impossibilité de parvenir à une analyse de la connaissance qui soit parfaitement à l'abri des contre-exemples de Gettier tient au fait que seule la définition de la connaissance en vigueur depuis l'Antiquité jusqu'à Russell est véritablement satisfaisante : pour être une connaissance, une croyance ne doit pas seulement être vraie et justifiée, mais sa base de justification doit encore rendre nécessaire sa vérité. Cette contrainte constitue un critère extrêmement exigeant (si nous le retenons, la plupart de nos « connaissances empiriques » n'en sont plus), mais Kirkham remarque que des standards de connaissance très hauts n'empêchent pas d'intégrer l'ensemble de nos savoirs « faibles » à la catégorie des « croyances raisonnables ».

#### Autres réponses
Si on opte pour la seconde stratégie (ajouter une quatrième clause aux trois traditionnelles), une des possibilités consiste à exiger que la justification de la croyance soit « invaincue » (undefeated). Cette nouvelle théorie, due en particulier à Keith Lehrer  et à Thomas D. Paxson Jr., ne vaut pas pour toute connaissance en général, mais seulement pour celles que ces auteurs appellent « non basiques » (nonbasic). La distinction des connaissances « basiques » et « non basiques » vise le contenu de la base de justification : si S sait que p et que la base de justification de sa croyance ne comporte pas d'autres croyances, alors sa connaissance sera dite « basique ». Cette description correspond en particulier aux connaissances perceptives non inférentielles du type : « je perçois une douleur dans ma cuisse gauche ». On voit bien que cette connaissance ne repose pas sur une autre croyance, mais dérive uniquement du contenu de mon expérience. Selon Lehhrer et Paxson, la définition traditionnelle de la connaissance rend suffisamment compte des connaissances de ce type. En revanche, si S sait que p est vrai et qu'une autre proposition q entre dans la base de justification de cette croyance, alors sa connaissance sera dite « non basique » : il s'agit ici des connaissances dites « inférentielles », c'est-à-dire des connaissances qui dépendent logiquement de la vérité d'autres croyances, plus ou moins nombreuses. Dans le cas des connaissances non basiques, une quatrième clause est requise pour que l'analyse soit à l'abri des contre-exemples : la croyance vraie et justifiée doit en outre être « invaincue » (undefeated). En d'autres termes, si S sait que p et que la base de justification de p comporte q, il ne doit y avoir aucune autre proposition r qui soit vraie et qui invalide q.
Certains philosophes comme Keith Lehrer ont suggéré d'ajouter une quatrième condition: que la croyance en question ne s'appuie pas sur une croyance fausse; qu'il n'y ait pas de « défaiseur », de proposition telle que si vous l'appreniez, vous abandonneriez votre croyance (par exemple, la proposition qu'il y a des fausses granges dans les environs). D'autres  comme Alvin Goldman ont suggéré de réviser la notion de justification, et de dire qu'une croyance est justifiée non pas si elle s'appuie sur de bonnes raisons, mais si elle résulte d'un processus cognitif fiable, c'est-à-dire un processus qui tend à produire des croyances vraies, comme la vision d'un homme sain. D'autres, comme Fred Dretske et Robert Nozick, ont défendu des définitions entièrement nouvelles de la connaissance, selon lesquelles une connaissance est une croyance vraie qui n'aurait pas pu être fausse. À l'opposé, Timothy Williamson a récemment[Quand ?] soutenu l'idée que la connaissance n'était pas définissable,.